# Pierre Emmanuel
Pierre Emmanuel   (Gant, 3 de maig de 1916 - 7è districte de París, 22 de setembre de 1984) va ser un poeta occità en llengua francesa, conegut amb el nom de Pierre Emmanuel. Va ser elegit membre de l'Acadèmia Francesa el 1968 però hi va renunciar el 1975 com a protesta per la incorporació de Félicien Marceau, acusat de col·laboracionista durant la Segona Guerra Mundial. Va ser president del PEN Club Internacional entre 1969 i 1971 i president de l'Institut Francès de l'Audiovisual.
En la seva poesia, de forta inspiració cristiana, hi destaca la idea del món modern amenaçat pel desastre. Posteriorment va alternar la poesia amb la prosa i el periodisme.

## Obres
- Tombeau d'Orphée (1941)
- Combats avec tes défenseurs (1942)
- Sodome (1944)
- La liberté guide nos pas (1945)
- Babel (1952)
- Visage nuagé (1956)
- Versant de l'âge (1958)
- Le goût de l'un (1963)
- Notre Père (1969)
- Jacob (1970)
- La vie terrestre (1975)
- Tu (1978)
- L'autre (1980)
- Baudelaire, la femme et Dieu (1982)
- Grand Oeuvre (1984)